# Transnistriens centralbank

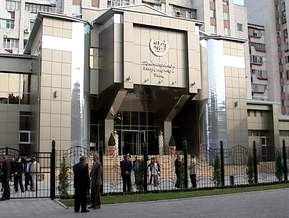
Transnistriens centralbank, 2006. Fotot hämtat från "The Tiraspol Times"

Trans-Dnestriska republikens bank är Transnistriens centralbank. Banken grundades 1992. År 1994 införde banken transnistrierubeln, som är den monetära enhet som används i Transnistrien.